# Булгаризм

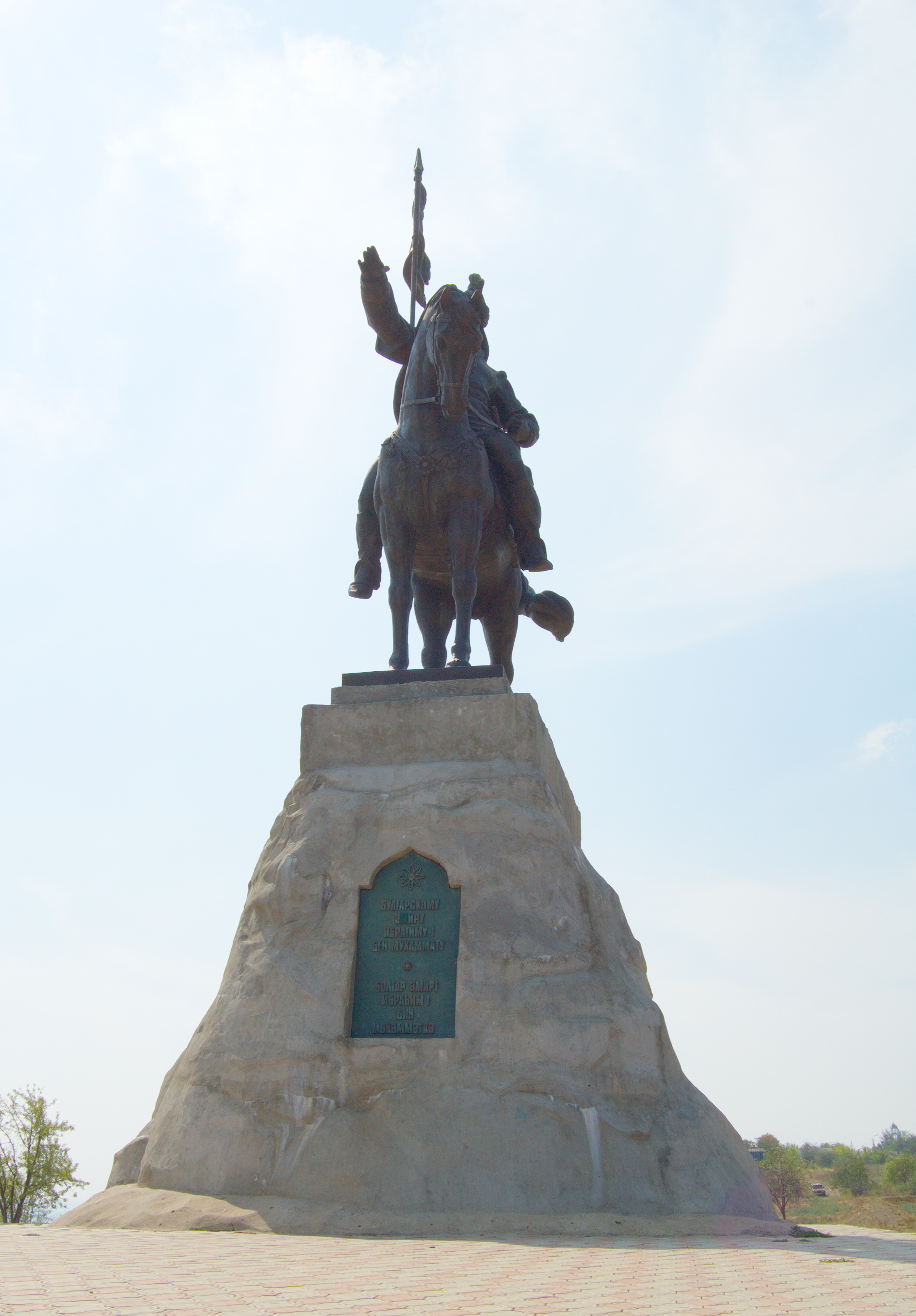
Современный памятник одному из правителей Волжской Булгарии

Булгари́зм — идеология, центральным положением которой является «возрождение булгарской идентичности» и булгарской государственности. Во второй половине XIX —начале XX веков идеи булгаризма использовались различными общественно-политическими и научно-культурными движениями, прежде всего представителями ваисовского движения и Общества изучения местного края.
На рубеже XX—XXI веков идеи булгаризма вновь возродились благодаря деятельности «необулгаристов».

## Теоретические основы

### Теоретические основы татарского булгаризма
Первым выразителем идей булгаризма среди казанских татар является Б. Ваисов (1810—1893), называвший себя потомком пророка Мухаммеда и правителей Волжской Булгарии.
Влияние на становление идей татарского булгаризма оказали труды авторов XIX начала XX веков: Ш. Марджани, Г. Исхаки, Хасан-Гата Габяши, Р. Ф. Фахретдинова.
Шигабутдин Марджани был первым татарским историком, который обратился к проблеме этногенеза татарского народа и написал труд «Мустафад аль-ахбар фи ахвали Казан ва Булгар» (Кладезь сведений о делах Казани и Булгара). В нём демонстрируется преемственность между культурами Волжской Булгарии и Казанского ханства и обосновывается происхождение татар от волжских булгар. Доказывая преемственность между культурами Волжской Булгарии и Казанского ханства, Марджани призывал татарский народ к усвоению своего культурного наследия.
Указанное сочинение Марджани было первым историческим трудом в татарской общественной мысли, в котором учёный показывает, что этноним «татары» принадлежал части монгол, а после XVI в. им стали называть жителей Казанского края — булгар, что не соответствовало, согласно его взглядам, исторической правде. Однако Марджани не призывает отказываться от этнонима «татары», а, наоборот, подчёркивает, что татары являются, прежде всего, татарами.
На рубеже XX—XXI веков идеи татарского булгаризма получили развитие в трудах Ф. Г.-Х. Нурутдинова, Р. Х. Бариева, М. З. Закиева, З. З. Мифтахова, Р. М. Кадырова.

### Теоретические основы чувашского булгаризма
Впервые о булгарском происхождении чувашей написал в XVIII в. В. Н. Татищев в своём труде «История Российская»:

Вниз по реке Волге чуваши, древние болгары, наполняли весь уезд Казанской и Симбирской— Татищев В. Н. История Российская. — М.; Л., 1962. — Т. I. — С. 252.

Чуваши, народ болгарской, около Казани— Татищев В. Н. История Российская. — М.; Л., 1962. — Т. I. — С. 426.

Вниз по Каме жили биляры, или болгары, и чолматы… ныне остатки их чуваша, которых и вниз по Волге довольно— Татищев В. Н. История Российская. — М.; Л., 1962. — Т. I. — С. 428.

Оставшие болгарские народы чуваша— Татищев В. Н. История Российская. — М.; Л., 1964. — Т. IV. — С. 411.

Закон у них [болгар] был брахманов, как выше сказано, что ещё в остатках их видимо, ибо о перехождении душ из одного в другое животное нечто чуваши верят— Татищев В. Н. История Российская. Часть I. Глава 25.
В 1840-х годах чешский учёный П. И. Шафарик, ссылаясь на данные исторических источников, заключил, что чуваши — потомки волжских болгар.
В 1863 году татарский учёный Хусейн Фейзханов опубликовал статью «Три надгробных болгарских надписи», в которой представил научной общественности результаты расшифровки булгарских эпитафий чувашскими словами.
На основе данных, представленных Х. Фейзхановым, Н. И. Ильминский опубликовал статью о чувашских словах в болгарском языке.
После публикации в 1866 году «Именника болгарских царей» академик А. А. Куник заявил в печати, что в чувашах он видит остатков волжских болгар, что чуваши «задолго до вторжения татар» поселились в Среднем Поволжье, с чувашами связаны «хагано-болгары на Дунае, чёрные болгары на Кубани».
Венгерский учёный Б. Мункачи, на основе сведений, собранных им в ходе научной экспедиции в чувашские селения Симбирской и Казанской губерний, опубликовал три статьи о болгаро-чувашских словах в венгерском языке и подтвердил выводы академика А. А. Куника.
Профессор Казанского университета И. Н. Смирнов в книге «Черемисы» исследовал заимствованные восточными и западными марийцами чувашские слова. В выводах от указал, что болгарский язык соответствовал чувашскому языку, что в Волжской Болгарии сложилась болгарская цивилизация, оказавшая огромное этнокультурное влияние на марийцев.
В 1897 году финский учёный Х. Паасонен издал труд «Тюркские слова в мордовском языке», в котором рассматривал главным образом чувашские заимствования, свидетельствующие о болгарском влиянии.
В комплексном историко-лингвистическое исследовании Н. И. Ашмарина «Болгары и чуваши», опубликованном в 1902 году, обобщены все известные к началу XX в. сведения о булгарах и сделаны следующие выводы: 1) «Язык волжских болгар тождествен с современным чувашским»; 2) «Современные нам чуваши представляют собой не что другое, как прямых потомков волжских болгар»; 3) «Смешение тюркских болгар с жившими по соседству с ними финнами и обращение их в особую смешанную расу, которая однако сохранила болгарский язык и болгарское национальное название (чуваш), началось весьма рано, во всяком случае ранее X века… Не будет никаких препятствий к тому, чтобы считать тех болгар, которые жили на Волге… весьма близкими по их этническому составу к современным чувашам».
В 1903 году финский лингвист Ю. Вихман опубликовал исследование «Чувашские слова в пермских языках», в котором показал огромное болгарское влияние на хозяйство, быт, культуру и государственную организацию общества удмуртов и коми-зырян.
В написанном в 1904 году труде «Волжские болгары» И. Н. Смирнов пришёл к выводу, что болгарский язык — древнечувашский язык, Волжская Болгария — древнечувашское государство, болгарская культура — древнечувашская культура.
Термин «болгары-чуваши» используется в трудах современных историков В. Д. Димитриева, Г. И. Тафаева.

## История

### Ваисовское движение
Ваисовское движение ведёт своё начало с 1862 года, когда Б. Х. Ваисов основал в Казани молитвенный дом, ставший центром религиозного движения «Фирка-и-наджийа». Если в первые годы своего существования движение носило преимущественно религиозный характер, то с возвращением в 1906 году к руководству отбывшего ссылку Г. Б. Ваисова, сына Б. Х. Ваисова движение обогатилось политическими и социальными идеями. Значительную роль в идеологии движения приобрела и идеология булгаризма — восстановление «Булгарского государства» в личной унии с российским императором, возвращении ваисовской общине земель около бывшего города Болгар и выселении оттуда русских жителей.
Движение активизировалось после Февральской революции. 27 апреля 1917 года в Казани состоялся 1-й съезд волжских булгарских мусульман созванный «Фирка-и-наджийа», определяемый ваисовцами как первый съезд Волжского Булгарского государства. Съезд направил в адрес Петроградского Совета рабочих и солдатских депутатов приветственную телеграмму. Программа ваисовцев по содержащимся в ней положениям была близка к программе партии большевиков, они требовали восстановления Булгарского государства во главе с «народным правителем». Поддержка большевиков привела к трагической гибели Г. Б. Ваисова во время событий 28 февраля 1918 года от рук сторонников провозглашения Урало-Волжского штата.
После провозглашения советской власти ваисовцы предприняли попытку развивать своё учение в условиях советского государства. В январе 1919 года на 2-м съезде принимается программа построения социализма в Народной республике Волжской Болгарии. 3-й съезд вынес постановление о создании высшего органа власти республики Волжской Болгарии — Совета Волжских Болгарских мусульман и ваисовцев востока (рабочих и крестьян). В 20-х годах Чистопольском кантоне Татарии ими была основана деревня Новый Болгар, но впоследствии община создателей поселения распалась. В 1923 году деятельность ваисовцев была запрещена (инкриминировались антисоветская деятельность — попытка создания буржуазно-демократической Булгарской Республики), а руководители и активные члены ваисовского движения были репрессированы в 20-30-х годах XX века.

### Общество изучения местного края
Общество изучения местного края было создано в 12 февраля 1921 года в Чебоксарах при Чувашском центральном музее как объединение краеведов Чувашии для изучения местного края, распространения научных сведений о нём, ознакомления чувашского населения с жизнью и культурой народов страны. Активное участие в создании общества принимал Председатель Исполнительного комитета Областного Совета Чувашской трудовой коммуны Д. С. Эльмень.
Члены Общества обсуждали идеи изменения названия Чувашской АССР в Болгарскую АССР и переименования чувашей в булгар, вслед за переименованием черемис в марийцев.

«…чувашские буржуазные националисты, стремившиеся использовать болгарскую теорию происхождения чувашского народа в своих враждебных политических целях.
В ряде работ, изданных ими в 1920-х годах, пропагандировалось утверждение о том, что чуваши являются единственными, прямыми и чистыми потомками волжско-камских болгар, допускалась буржуазно-националистическая идеализация эпохи государства Волжской Болгарии.

В работах Д. П. Петрова (Юман), М. П. Петрова, А. П. Прокопьева-Милли и других краеведов болгарский период изображался как „золотой век“ в истории чувашского народа, игнорировались социально-классовые противоречия и наличие гнёта эксплуататоров в этом государстве. В эти же годы буржуазные националисты развернули кампанию по переименованию чувашей в болгар, а Чувашскую АССР предлагали назвать „Болгарской“».— Денисов П. В. Этнокультурные параллели дунайских болгар и чувашей. — Чебоксары, 1969. — С. 10.
В 1930-х годах Д. П. Петров (Юман), М. П. Петров (Тинехпи), А. П. Прокопьев (Милли) и другие активисты Общества были репрессированы, а деятельность самого Общества была запрещена 1-м секретарём Чувашского обкома партии Сергеем Петровым.

## Необулгаризм в Татарстане и среди татар
Виктор Шнирельман различает цели существующих в настоящее время «татаристского» и «булгаристского» подходов к истории казанских татар. Цели и задачи «булгаристского» подхода во многом и способствовали распространению идей необулгаризма среди современных татар.

В основе «булгаристского подхода», выводящего предков татар из Волжской Булгарии домонгольского времени, лежит забота о территориальной целостности и суверенитете современного Татарстана. Кроме того, он стремится очистить татар от того негативного образа, который столетиями навязывался им русской литературой, обвинявшей их в разгроме Киевской Руси. Десятилетиями татарские учёные и интеллектуалы пытались бороться с этой традицией, и некоторые из них видели приемлемое решение в акцентировании булгарских корней татарского народа вплоть до смены самоназвания.— Шнирельман В. А. Очарование седой древности: Мифы о происхождении в современных школьных учебниках. // Неприкосновенный запас. — 2004. — Вып. 5 (37).
Филолог Мирфатых Закиев значимость своих идейно-теоретические концепций на исторические темы, относимых к булгаризму, объясняет необходимостью защиты национальных интересов татарского народа в вопросах основания города Казани и исконной принадлежности земель современного Татарстана.

Татаро-татарская концепция ничего общего не имеет также с национальными интересами народа, ждущего от историков и этнологов правдивого описания его этногенетических корней. Приняв эту концепцию, мы оказались бы в ложном положении и в праздновании 1000-летия Казани. В этом случае нам пришлось бы утверждать, будто город Казань был основан в булгарский период чувашеязычными булгарами, а не предками татар.— Закиев М. З. История татарского народа (Этнические корни, формирование и развитие). / Закиев М. З. — М.: ИНСАН, 2008. — С. 113.

Чувашские булгаристы отрицают право своих татарских соперников именоваться булгарами, так как видят в них потомков только пришлых монголо-татар, узурпировавших местных булгаро-чувашей и захвативших их исконные земли.— Закиев М. З. История татарского народа (Этнические корни, формирование и развитие). / Закиев М. З. — М.: ИНСАН, 2008. — С. 331.

### Общественные организации
Перестройка предопределила бурное развитие общественно-политической жизни как в СССР в целом, так и в отдельных его регионах. В Татарии начали складываться разнообразные группы и объединения, становящиеся катализаторами общественного сознания. Некоторыми такими объединениями была востребована и идеология булгаризма.

#### Клуб «Булгар аль-Джадид»
Клуб «Булгар аль-Джадид» («Новый Булгар») был основан 27 августа 1988 года любителями булгарской истории. На первом организационном заседании клуба, прошедшем в здании музея Габдуллы Тукая в Казани, присутствовало около 40 человек. Председателем клуба был избран историк-краевед Ф. Г.-Х. Нурутдинов, введший в дальнейшем в оборот текст «Джагфар Тарихы» («История Джагфара»), а научным секретарём историк, палеограф и текстолог, научный сотрудник археографической лаборатории КГУ Р. М. Кадыров.
Наиболее значимой акцией клуба явился митинг на малом поле Центрального стадиона Казани 23 октября 1988 года в котором приняло участие более 300 человек. На митинге было принято обращение к руководству ТАССР с просьбой переименовать татар в булгар. Активисты клуба стали активно использовать средства массовой информации, пропагандируя свои идеи и активизируя общественную дискуссию по поводу подобного переименования. Так, например, в ежедневную газету «Социалистик Татарстан» поступило около 370 писем от населения республики по этому поводу (90 % написавших отклоняли эту идею). Определённую роль дискуссия сыграла и при проведении переписи населения СССР 1989 года, в ходе которой сторонники идей булгаристов указали свою национальную принадлежность как «булгарскую». Впрочем, число таких лиц было крайне незначительным. Например, в Казани назвались булгарами всего 118 человек. Клубы, аналогичные казанскому, были образованы и в других городах СССР.

#### Болгарский национальный конгресс
9 декабря 1989 года на заседании клуба «Булгар-аль-Джадид» было принято решение о проведении учредительного съезда булгар СССР. Съезд был проведён 8-9 июня 1990 года в городе Казань: участвовали представители 23 организаций (150 человек) из разных городов СССР. На съезде было принято решение о создании Булгарского национального конгресса (30 августа 1997 года на III съезде БНК переименован в Болгарский национальный конгресс). На съезде были приняты устав и программа БНК, выбраны его руководящие органы — Совет представителей и Правление. Президентом БНК был избран Г. З. Халилов. В основу программы были положены традиционные для булгаристов идеи: национально-государственное возрождение булгарского народа и его культуры, возвращение татарам этнонима «булгар», переименование Татарстана в «Булгар иле» или «Булгаристан», а также, созвучные идеям татарского национального движения того времени, идеи о полной независимости Татарстана и объединение Татарстана и Башкортостана. К началу XXI в., деятельность БНК и других движений, примыкающих к нему, стала менее активной, как и деятельность всего национального движения в регионе. Основные акции связаны с переписью 2002 года, попытками исключить из программы основного обучения материала о Куликовской битве, попытками запретить сказку П. П. Ершова «Конёк-Горбунок».

#### Азиатско-Европейский Трансконтинентальный альянс булгар
1 июня 1991 года в Ленинграде учреждена международная, культурно-просветительная, общественная организация «Товарищество Булгар».
Основной целью Товарищества является возрождение булгарского языка и культуры, возвращение этнонима булгарского народа, сохранение и развитие генофонда национальных культур тюркских, славянских, финно-угорских и других этносов, содействие взаимовлиянию, взаимопроникновению и взаимообогащению национальных культур, этнокультурная консолидация народов на комплементарной основе, понижение энтропии социальной системы.
Было переименовано в Азиатско-Европейский Трансконтинентальный альянс булгар.

### Печатные издания

#### Журнал «The Bulgar Times»
С 2010 года выпускается журнал «The Bulgar Times».

#### Джагфар Тарихы
Одно из основных сочинений татарского булгаризма «Джагфар Тарихы» практически всеми академическими исследователями (Ю. Шамильоглу, С. Цвиклински, В. Шнирельман, тюркологи А. Рона-Таш и О. Прицак, литературоведы Н. Юзеев и М. Ахметзянов, археолог А. Халиков, источниковеды М. Усманов и этнологи Д. Исхаков и И. Измайлов) признано подделкой, является не переводами с «булгарского» языка, а написано русскоязычным автором в конце XX в., имеет вопиющие противоречия с фактами истории..

## Необулгаризм в Чувашии и среди чувашей
В конце XX — начале XXI веков идеи переименования Чувашии в Волжскую Булгарию и восстановления этнонима булгары вновь были актуализированы среди чувашей.
В начале 1990-х годов В. Л. Болгарский-Васильев в газете «Аталану» выступил с обращением к чувашской молодёжи со словами «Проснитесь, булгары!»

Проснитесь, булгары! Вспомните великое прошлое народа. Без великого прошлого у нас нет будущего.— Васильев В. Л. Проснитесь, булгары! — Аталану.
Писатель Юхма Мишши в своём интервью 2007 года отметил:

…рассматривать этот вариант сейчас вполне, я считаю, уместно и законно. Мы имеем полное право называться Республикой Волжская Булгария.— М. Юхма: Знание истории — необходимо
В этом же году предложение восстановления этнонима булгары было озвучено адвокатом В. Л. Болгарским-Васильевым.

…Самоназвание может остаться прежним — чуваши, а официальное название должно стать другим — булгары. Потому что оно связано с историей, предками.— Чувашия должна называться «Волжской Булгарией»
Историки В. Д. Димитриев и Г. И. Тафаев, писатели М. Н. Юхма и Ю. В. Дадюков, адвокат В. Л. Болгарский-Васильев в октябре 2012 года в Чебоксарах в ходе «круглого стола» с руководителями делегаций чувашских национально-культурных объединений России и зарубежных стран, прошедшем в рамках празднования 20-летия образования Чувашского национального конгресса, распространили обращение к Главе Чувашской Республики М. В. Игнатьеву, к депутатам Госдумы РФ А. Г. Аксакову, В. С. Шурчанову, А. И. Аршиновой, к депутатам Госсовета ЧР с предложением восстановить историческое название Чувашской Республики «Республика Чувашия — Волжская Болгария».
16 января 2013 года в Государственный Совет Чувашской Республики поступило коллективное обращение с просьбой инициировать изменение названия Чувашской Республики на историческое название «Республика Чувашия — Волжская Болгария» по-чувашски — «Чăваш — Атăлçи Пăлхар Республики», подписанное Г. И. Тафаевым, М. Н. Юхмой, В. Л. Болгарским-Васильевым, Ю. В. Дадюковым, Р. И. Шевлеби, Н. И. Заводсковой, А. В. Павловым.

## Булгаризм в художественной литературе
Булгарские корни чувашей раскрывают в своих исторических романах писатели Юхма Мишши и Виктор Отставнов.

## Булгаризм в изобразительном искусстве

### Фильмы
- «Болгары», докум. фильм, реж. и сценарист П. Петков, опер. Кр. Михайлов. Производство bTV. 2006 год, Болгария.